# Серавале а По
Серава̀ле а По̀ (на италиански: Serravalle a Po, на местен диалект: Seraval, Серавал) е село и община в Северна Италия, провинция Мантуа, регион Ломбардия. Разположено е на 15 m надморска височина. Населението на общината е 1650 души (към 2014 г.).